# Кремповецкий, Тадеуш Шимон
Тадеуш Шимон Кремповецкий (пол.Tadeusz Krępowiecki;  1798, Варшава — 5 января 1847, Лондон) – польский политический деятель, революционер, публицист, повстанец 1830 года.
Родился в небогатой шляхетской семье. В 1819—1820 годах, будучи студентом Варшавского университета, участвовал в деятельности патриотических кружков. 
Во время Польского восстани 1830—1831 был лидером, вице-президентом левого крыла Патриотического общества, противником диктатуры генерала Хлопицкого.
Выдвигал лозунг превращения восстания в социальную революцию, был организатором народной демонстрации 25 января 1831 г. в честь декабристов. 
Во время Ноябрьского восстания участвовал в боях под Сточеком и Боремлем. Был ранен во время осады Варшавы 1831 г..
В эмиграции — один из основателей (март 1832) Польского демократического общества. С 1835 года – идеолог революционно-демократической организации «Люд польский»; в 1837 году был исключён из организации за выступления против её сектантских тенденций.